# Attaque de drones de Taba et Nuweiba
L'attaque de drones de Taba et Nuweiba est survenue le 27 octobre 2023 lorsque les Houthis ont mené des attaques visant Israël.

## Contexte
Après le déclenchement de la guerre à Gaza, des groupes militants soutenus par l'Iran à travers le Moyen-Orient, dont les Houthis au Yémen, ont exprimé leur soutien aux palestiniens et ont menacé d'attaquer Israël. À Sanaa, au Yémen, contrôlée par les Houthis, des manifestants ont brandi des drapeaux palestiniens et yéménites. Le slogan du mouvement Houthi est "Dieu est le plus grand ; mort à l'Amérique ; mort à Israël ; malédiction des Juifs ; victoire de l'Islam". Le chef Houthi Abdul-Malik al-Houthi a mis en garde les États-Unis contre toute intervention, menaçant de représailles avec des drones et des missiles.
Le 19 octobre 2023, le navire de guerre de la marine américaine USS Carney a abattu trois missiles de croisière d'attaque terrestre et plusieurs drones lancés par les Houthis au Yémen se dirigeant vers Israël. Cette fusillade représente la première action de l'armée américaine pour défendre Israël depuis le début de la guerre. Il a été rapporté plus tard que le navire avait abattu un total de quatre missiles de croisière et 15 drones.

## Déroulement
Le 27 octobre 2023, deux drones ont été tirés en direction du nord depuis le sud de la mer Rouge. Selon des responsables de Tsahal, leur cible était Israël, mais ils ont traversé la frontière égyptienne. L'un des deux drones a heurté un bâtiment adjacent à un hôpital à Taba, en Égypte, blessant six personnes, et l'autre a été abattu avec les débris s'écrasant près d'une centrale électrique dans une zone désertique proche de la ville de Nuweiba, en Égypte,,. Un responsable Houthi a ensuite publié un seul mot sur Twitter après que le drone s'est écrasé à Taba, mentionnant la ville israélienne voisine d'"Eilat".

## Réactions
Dans un discours prononcé lors d'une exposition industrielle à la suite de l'incident, le président égyptien Abdel Fattah al-Sissi a exhorté toutes les parties à la guerre à Gaza de 2023 à respecter la souveraineté de l'Égypte et a souligné que l'armée égyptienne était en mesure de protéger le pays en cas d'attaque supplémentaire.